# Вагон-термос

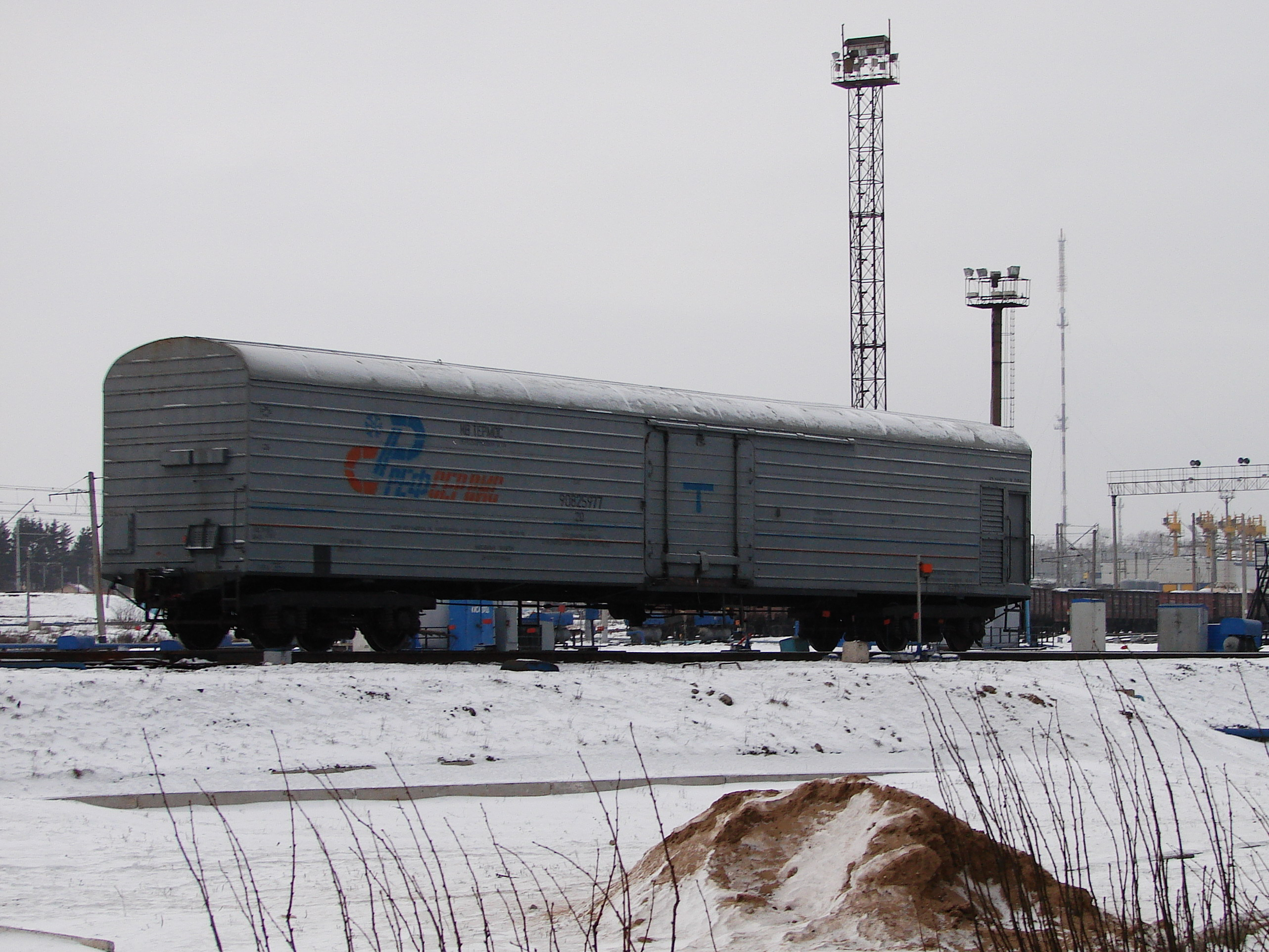

Вагон-термос — вантажний ізотермічний вагон для перевезення термічно підготовлених швидкопсувних вантажів, на відміну від вагонів-рефрижераторів не має холодильної установки — підтримка температури вантажу на шляху прямування забезпечується завдяки теплоізоляції вантажного приміщення і запасу теплової енергії при навантаженні вантажу. Внаслідок цього, вагони-термоси мають обмеження за термінами і дальностями перевезення в них вантажів.

## Конструкція

### Вагон-термос (модель ТН-4-201)
Вироблялися на німецькому заводі Дессау (Німеччина) в період з 1987 по 1991.
Суцільнометалевий кузов має конструкцію типу «сендвіч» — зовнішня обшивка — з низьколегованої сталі, внутрішня — з алюмінієвого сплаву.
Обшивка стелі з екосталі товщиною 0,75 мм (оцинкований сталевий лист, вкритий з боку вантажного приміщення жаростійкою плівкою з пластмаси або шаром спеціального лаку). В торцях вантажного приміщення встановлені захисні стінки з оцинкованого листа для запобігання ушкоджень основної торцевої стіни при зсуві транспотованого вантажу.
Між двома шарами склопластику підлоги розташовані паперові вертикальні сегменти зі спіненим поліуретаном. Зверху підлога вкрита багатошаровою фанерою товщиною 18 мм із зовнішнім шаром біологічно нейтральної гуми. У вантажному приміщенні на підлогу покладені оцинковані сталеві решітки, а в підлозі є два пристрої для видалення промивної води.
Дверні прорізи (ширина 2,7 м, висота 2,3 м).

### Цистерна-термос
Горизонтальна ємність для перевезення виноматеріалів, коньяку, спирту, молока та інших рідин, для яких необхідне забезпечення постійної температури зберігання.
Конструкція такої цистерни відрізняється від звичайної цистерни шаром теплоізоляції між внутрішньою ємністю і зовнішнім котлом. Ізоляція ємності виконана так, щоб середньодобовий перепад температури продукту становив влітку 0,2 °C, взимку 0,8 °C. Температура продукту при завантаженні має бути не вище +15 градусів влітку і не нижче +8 градусів взимку. Ємність виготовлена з корозійностійких нержавіючих сталей, для відбиття променистого теплообміну цистерна екранована кожухом з полірованої нержавіючої сталі. Всі інші вузли цистерни уніфікованої конструкції.

## Обслуговування
Все обладнання вагона-термоса працює автоматично і не вимагає персоналу для супроводу. Технічне обслуговування вагонів-термосів і спостереження за справністю роботи їхнього обладнання здійснюється на спеціальних пунктах великих залізничних станцій.